# Tabanus unilineatus
Tabanus unilineatus är en tvåvingeart som beskrevs av Friedrich Hermann Loew 1852. Tabanus unilineatus ingår i släktet Tabanus och familjen bromsar. Inga underarter finns listade i Catalogue of Life.